# Холумњица
Холумњица (слч. Holumnica) насељено је мјесто са административним статусом сеоске општине (слч. obec) у округу Кежмарок, у Прешовском крају, Словачка Република.

## Становништво
| Година:    | 1994. | 2004.    | 2014.   | 2024.   |
| ---------- | ----- | -------- | ------- | ------- |
| Број људи: | 727   | 812      | 874     | 930     |
| Разлика:   |       | +11,69 % | +7,63 % | +6,40 % |

| Година:    | 2023. | 2024.   |
| ---------- | ----- | ------- |
| Број људи: | 935   | 930     |
| Разлика:   |       | -0,53 % |

Према подацима о броју становника из 2024. године насеље је имало 930 становника.